# Tuffi ai campionati europei di nuoto 2014 - Trampolino 3 metri femminile
La competizione di tuffi dal trampolino 3 metri femminile dei campionati europei di nuoto 2014 si è svolta in due fasi. Il turno eliminatorio, a cui hanno partecipato 24 atlete, si è svolto la mattina del 24 agosto. Le migliori dodici hanno gareggiano per le medaglie nella finale che si è tenuta la sera dello stesso giorno.

## Medaglie
| Posizione | Atleta           | Paese    |
| --------- | ---------------- | -------- |
| Oro       | Nadežda Bažina   | Russia   |
| Argento   | Tania Cagnotto   | Italia   |
| Bronzo    | Nora Subschinski | Germania |

## Risultati
In verde sono indicate le atlete ammesse alla finale.
| Pos. | Atlete              | Nazionalità   | Eliminatorie | Eliminatorie | Finale | Finale |
| Pos. | Atlete              | Nazionalità   | Punti        | Pos.         | Punti  | Pos.   |
| ---- | ------------------- | ------------- | ------------ | ------------ | ------ | ------ |
|      | Nadežda Bažina      | Russia        | 309.45       | 3            | 322.80 | 1      |
|      | Tania Cagnotto      | Italia        | 321.45       | 1            | 318.25 | 2      |
|      | Nora Subschinski    | Germania      | 293.85       | 7            | 317.90 | 3      |
| 4    | Tina Punzel         | Germania      | 273.60       | 10           | 314.20 | 4      |
| 5    | Uschi Freitag       | Paesi Bassi   | 298.80       | 5            | 306.45 | 5      |
| 6    | Viktoriya Kesar     | Ucraina       | 311.00       | 2            | 302.20 | 6      |
| 7    | Hannah Starling     | Gran Bretagna | 280.75       | 9            | 297.40 | 7      |
| 8    | Anastasiya Nedobiga | Ucraina       | 286.80       | 8            | 294.70 | 8      |
| 9    | Inge Jansen         | Paesi Bassi   | 300.00       | 4            | 288.30 | 9      |
| 10   | Alena Khamulkina    | Bielorussia   | 263.20       | 12           | 287.00 | 10     |
| 11   | Alicia Blagg        | Gran Bretagna | 295.20       | 6            | 286.50 | 11     |
| 12   | Daniella Nero       | Svezia        | 270.75       | 11           | 265.40 | 12     |
| 13   | Maria Marconi       | Italia        | 252.55       | 13           |        |        |
| 14   | Maxine Eouzan       | Francia       | 246.85       | 14           |        |        |
| 15   | Anca Serb           | Romania       | 242.50       | 15           |        |        |
| 16   | Jessica Favre       | Svizzera      | 241.35       | 16           |        |        |
| 17   | Marion Farissier    | Francia       | 240.30       | 17           |        |        |
| 18   | Rocio Velázquez     | Spagna        | 240.00       | 18           |        |        |
| 19   | Flóra Gondos        | Ungheria      | 237.30       | 19           |        |        |
| 20   | Kristina Ilinykh    | Russia        | 230.50       | 20           |        |        |
| 21   | Taina Karvonen      | Finlandia     | 229.25       | 21           |        |        |
| 22   | Ioulianna Banousi   | Grecia        | 222.10       | 22           |        |        |
| 23   | Indrė Girdauskaitė  | Lituania      | 208.95       | 23           |        |        |
| 24   | Iira Laatunen       | Finlandia     | 194.10       | 24           |        |        |